# Amphilius atesuensis
Amphilius atesuensis es una especie de pez de la familia Amphiliidae en el orden de los Siluriformes.

## Morfología
Los machos pueden llegar alcanzar los 9,3 cm de longitud total.

## Distribución geográfica
Se encuentran en África: Guinea, Liberia, Sierra Leona, Ghana y Togo.